# 34285 Dorothydady
34285 Dorothydady è un asteroide della fascia principale. Scoperto nel 2000, presenta un'orbita caratterizzata da un semiasse maggiore pari a 2,6267809 au e da un'eccentricità di 0,0452893, inclinata di 2,50754° rispetto all'eclittica.